# Viridictyna parva
Viridictyna parva är en spindelart som beskrevs av Forster 1970. Viridictyna parva ingår i släktet Viridictyna och familjen kardarspindlar. Inga underarter finns listade i Catalogue of Life.